# Edwin Clark
Edwin Clark (1814 - Marlow, Berkshire, 1894) era un enginyer hidràulic anglès. El seu magnum opus és l'ascensor naval Anderton Boat Lift (1875) a prop de Northwich al Cheshire, que enllaça la part navegable del riu Weaver amb el Trent and Mersey Canal.

## Ascensors navals de Clark

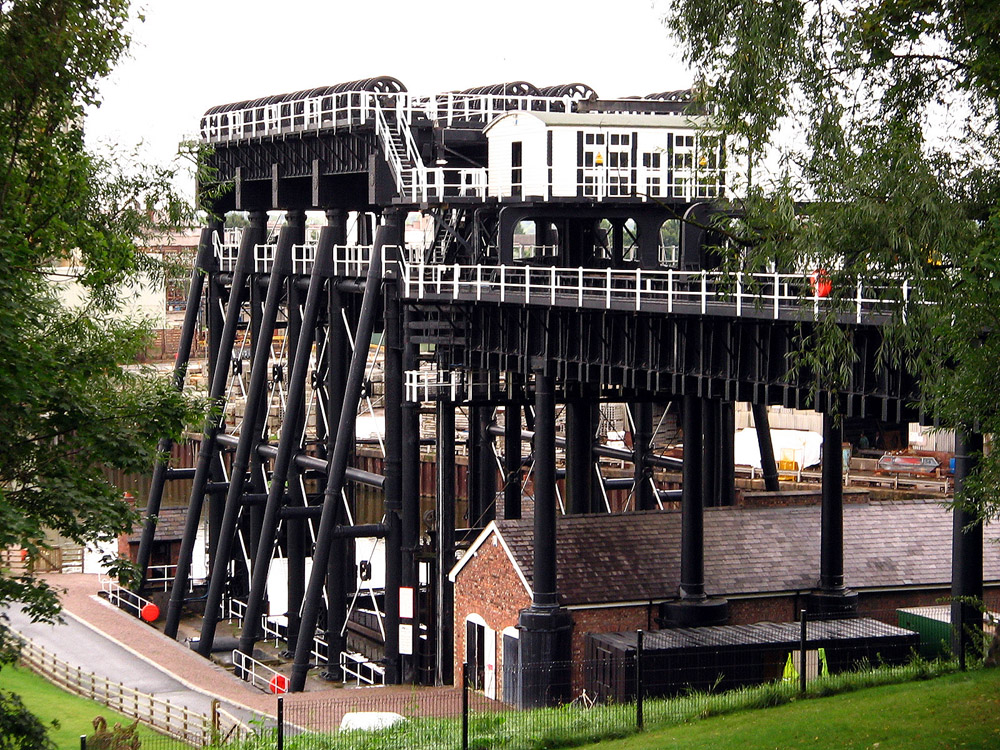
L'ascensor d'Anderton

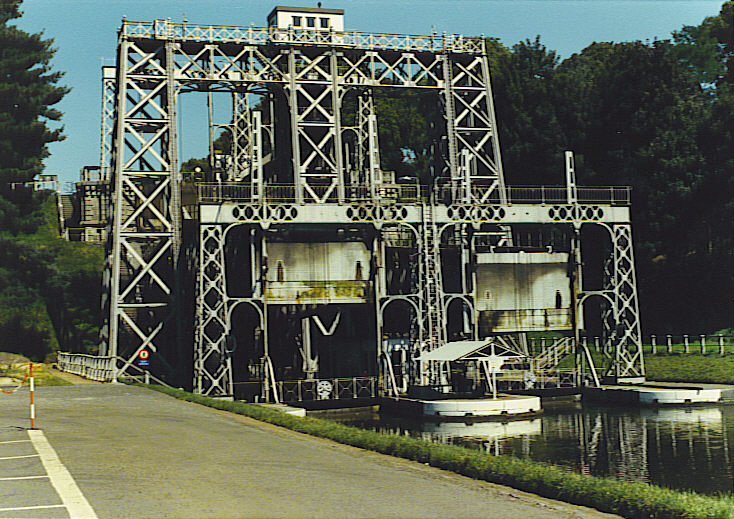
Ascensor a Bracquegnies (Bèlgica) dissenyat per Edwin Clark

Clark era un expert a la societat Clark, Stansfield & Clark quan el 1870 Edward Leader Williams li va demanar de dissenyar un ascensor per superar un desnivell de 15,24 m entre el Weaver i el Trent and Mersey Canal. La instal·lació hidràulica va inaugurar-se el 1875 i va funcionar fins al 1908 quan van reemplaçar-la per a un sistema funicular. El 2002 l'ascensor restaurat tornà a un funcionament hidràulic.
El 1879 Clark va presentar al govern belga un projecte amb quatre ascensors per a superar el desnivell al canal del Centre, que va ser aprovat el 1881.

## Memorials
Hom troba Clark al quadre Conference of Engineers at the Menai Straits Preparatory to Floating one of the Tubes of the Britannia Bridge de John Lucas. Van donar el seu nom al vaixell turístic utilitzat al siti museal del Anderton Boat Lift.